# Hämochromatose Typ 1
Die Hämochromatose Typ 1 ist die klassische und mit etwa 80 % bei weitem häufigste Form der Hämochromatose, einer Erkrankung, bei der zu viel Eisen aus dem Dünndarm aufgenommen wird.
Synonyme sind: Symptomatische Form der klassischen Hämochromatose ; Symptomatische Form der HFE-Gen-assoziierten hereditären Hämochromatose; englisch HFE-Associated Hemochromatosis; HFE-HH
Mitunter wird der Begriff „Hämochromatose“ als Synonym für diesen Typ 1 verwendet.
Eine US-amerikanische Forschungsgruppe sequenzierte 1996 das HFE-Gen und stellte dessen Verbindung zur Hämochromatose dar.

## Ursache
Der Erkrankung liegen Mutationen im HFE-Gen auf Chromosom 6 Genort p21.3 zugrunde, welches für das Hereditäre-Hämochromatose-Protein kodiert.
Mutationen in diesem Gen sind bei weiteren Erkrankungen zu finden bzw. erhöhen das Risiko dazu:
- Familiäre Alzheimer-Krankheit, Synonyme: EOFAD; Familial Alzheimer Disease (FAD)
- Porphyria cutanea tarda Typ II[7]
- Porphyria variegata, Synonym: Protoporphyrinogen-Oxidase-Mangel[8]
- Transferrin serum level QTL[9]
- Microvascular complications of diabetes 7[10][11]

Mutationen im HFE-Gen können auch krankhafte Veränderungen unabhängig von der Hämochromatose bedingen. Unter anderem wurden Erhöhungen der Bluttriglyceride beschrieben.
Die Mutation im HFE-Gen wird bei über 80 % der Betroffenen durch eine Punktmutation verursacht, welche einen spezifischen Aminosäure-Austausch bewirkt. Die häufigste ist C282Y gefolgt von H63D, es gibt auch Kombinationen (H63D-C282Y-Mutation). 93 % der betroffenen Schweizer haben eine C282Y-Mutation und 7 % eine kombinierte H63D-C282Y-Mutation.
Bislang wurden etwa 20 verschiedene Mutationen im HFE-Gen beschrieben, darunter ist noch S65C erwähnenswert, hat aber wohl keine erhöhte Eiseneinlagerung zur Folge.

## C282Y
Bei der häufigsten Punktmutation C282Y ist im Hereditäre-Hämochromatose-Protein an der Stelle 282 Cystein durch Tyrosin ersetzt.
Es wird vermutet, dass die C282Y-Mutation vor etwa 4000 Jahren bei einem Menschen in Mitteleuropa mit vermutlich keltischer Abstammung aufgetreten ist und sich, von dort ausgehend, mit dessen Nachkommen in der europäischen Population ausgebreitet hat (sog. Founder-Effekt). Sie ist heute noch in Irland am häufigsten. Eine mögliche Hypothese für die Verbreitung der Mutation ist die Vermutung, dass die übermäßige Eisenspeicherung bei längerer Unterversorgung mit Eisen einen Überlebensvorteil bieten könne.
Diese Mutation soll das Risiko einer Krebserkrankung, insbesondere für Brustkrebs, Kolorektales Karzinom und Leberzellkarzinom erhöhen.

## H63D
H63D ist der Austausch von Histidin durch Asparaginsäure an der Stelle 63 im Hereditäre-Hämochromatose-Protein. Diese zweite Mutation kommt zu etwa 15 Prozent in der Normalbevölkerung vor, offenbar aber nicht zusammen mit der C282Y-Mutation in einem Allel.
In der Schweiz sind symptomatische homozygote Träger einer HFE-Mutation im Mittel 4,3 cm, Trägerinnen 3,3 cm größer als gleichaltrige nicht betroffene Schweizer.
Es besteht eine Assoziation zwischen homozygoter H63D-Anlage und neurodegenerativen Erkrankungen wie Amyotrophe Lateralsklerose (anders:) und Alzheimer-Krankheit.
Siehe auch HFE-Mutation H63D.

## Verbreitung
Die Vererbung erfolgt autosomal-rezessiv.
Die Häufigkeit weltweit ist sehr unterschiedlich, die Hämochromatose ist sehr häufig bei (Nord)-Europäern, besonders bei Iren und Norwegern mit einer Häufigkeit von bis zu 1 zu 200. Das männliche Geschlecht ist etwa 24-fach häufiger betroffen.
Bei den meisten Personen mit nordeuropäischer Abstammung liegt die Häufigkeit homozygoter C282T-Mutation zwischen 2 zu 1000 und 5 zu 1000.
In der deutschen Bevölkerung kommen C282Y-Mutationen in 3,9 % und H63D in 14,8 % vor.
Bei Australiern weißer Abstammung waren 14 % heterozygote, 0,5 % homozygote Träger einer HFE-Mutation, aber lediglich 0,25 % wiesen eine klinisch relevante Eisenspeicherung auf.
Betroffene mit klinisch manifester Hämosiderose haben in 85–90 % homozygot eine C282Y-Mutation (C282Y/C282Y).
Die Penetranz der Mutation ist gering, etwa 30 % der Männer mit homozygoter Mutation und nur etwa 1 % der homozygoten Frauen entwickeln ein klinisch relevantes Krankheitsbild; bei heterozygoten Merkmalsträgern ist das Auftreten einer Erkrankung sehr selten.
Bei weiteren 35 % der Betroffenen mit klinisch manifester Hämosiderose liegt eine Compound-Heterozygotie (C282Y/H63D) vor. Nur 12 % erkranken.
Eine heterozygote (C282Y/+) Mutation führt nicht zu einem erhöhten Erkrankungsrisiko.
Personen mit einer homozygoten H63D-Mutation (H63D/H63D) erkranken nur selten klinisch manifest und haben dann nur eine geringe Eisenakkumulation.
Für die Penetranz spielt das BMP2-Gen auf Chromosom 20 Genort p12.3, das für das knochenmorphogenetische Protein BMP2 (Bone morphogenetic protein 2) kodiert, als modifier of HFE hemochromatosis eine Rolle.

## Klinische Erscheinungen
Das Spektrum klinischer Erscheinungen umfasst:
- Betroffene mit Schädigung der Endorgane aufgrund der Eisenspeicherung, s. Hämochromatose#Krankheitszeichen
- Personen mit lediglich nachweisbarer Hämochromatose (erhöhte Eisen-Transferrinsättigung und Ferritin-Konzentration im Blutserum)
- Personen mit C282T-homozygoter Mutation ohne Klinik oder vermehrte Eisenakkumulation

## Diagnostik
Bei Verdacht auf eine hereditäre Hämochromatose ist der Nachweis oder Ausschluss der HFE Mutationen C282Y und H63D wesentlich.
Details zur Diagnose, Behandlung und Prognose sind im Artikel Hämochromatose beschrieben.